# Teti I.
Teti I. (auch Atothis, Atoti, Iteti) ist der in einer Kartusche geschriebene Name eines altägyptischen Königs (Pharao) der 1. Dynastie (Frühdynastische Zeit), der um 2980 v. Chr. zwischen den Königen Aha und Djer regiert haben könnte.
Der Herrscher ist zeitgenössisch nicht belegt und seine historische Figur wird in der Ägyptologie unterschiedlich diskutiert.

## Problematik
In der Königsliste des Sethos I. in Abydos und im Turiner Königspapyrus erscheinen ganz am Anfang der königlichen Namensauflistungen die Kartuschennamen Meni (Menes), Teti, Iteti (Djer) und Ita (Wadji). Dabei handelt es sich um die – wohl stark verzerrten – Geburtsnamen der ersten vier frühdynastischen Herrscher Ägyptens. Besonders die Zuordnung dieser ersten vier Namen zu den frühen Königen ist für die Ägyptologie sehr problematisch, da die Königsnamen in dieser Epoche eigentlich nur als Horusnamen überliefert wurden.
1985 wurde in Umm el-Qaab bei Abydos ein Tonsiegel gefunden, das alle Horusnamen von König Narmer bis einschließlich König Wadji auflistet, den Namen Teti hingegen nicht.
Auch Steingefäße und Tonsiegel aus dem Grab der Königin Meritneith, die gewöhnlich alle Horusnamen auflisten, führen keinen Herrscher namens „Teti“. Selbst spätere Steingefäße aus der Zeit des Königs Qaa, die sämtliche Vorgänger seit König Den bei ihren Nesut-biti-Namen nennen, weisen nichts auf, was auf eine Namensquelle für „Teti“ schließen lässt.

## Deutungsversuche
Die moderne Forschung tendiert stark dazu, Teti I. mit König Aha gleichzusetzen. Die These stützt sich dabei auf den Kairostein, der den dritten bekannten Kartuschennamen, Iteti, für König Djer reserviert. Da Aha der direkte Vorgänger von Djer war, ordnen einige Ägyptologen den Namen „Teti“ König Aha zu.
Allerdings sind diese Darlegungen nicht unwidersprochen. Die Ägyptologen Werner Kaiser und Günter Dreyer haben die Vermutung geäußert, dass Teti I. möglicherweise mit Königin Neithhotep identisch ist. Es wird angenommen, dass diese Königin als eigenständige Regentin die Staatsführung für ihren Neffen, König Djer, übernahm, da dieser noch minderjährig und somit zu jung für das Königsamt war. Unterstützt wird diese Annahme durch den Eintrag des Namens „Teti“ im Turiner Königspapyrus, wonach Teti I. nur 1 Jahr und 45 Tage regierte.
Wieder andere Ägyptologen, wie z. B. Wolfgang Helck und Kurt Sethe, sehen in Teti I. einen nur kurzfristigen Herrscher, der laut Angaben auf dem Palermostein zwischen König Aha und Djer regiert haben muss. Diese Annahme beruht auf der Tatsache, dass auf dem Palermostein in der ersten (und damit obersten) Ereigniszeile, welche König Ahas Sterbedatum und Djers Regierungsbeginn präsentiert, zwei Sterbedaten statt einem, wie sonst üblich, eingetragen sind. Die Zeitspanne, die zwischen beiden Kalenderangaben liegt, beträgt 1 Jahr, 1 Monat und 15 Tage und könnte sich auf Teti I. beziehen, der keinen Eintrag erhalten hat, weil ein beziehungsweise zwei „Jahresfenster“ einfach nicht ausgereicht hätten, um Tetis volle Namensbandarole auszuschreiben. Außerdem gab es mit nur zwei Jahresfenstern nichts, worüber der Palermostein hätte berichten können.